# Андронік I Комнін
Андронік І Комнін (грец. Ανδρόνικος Α' Κομνηνός; близько 1120 — 12 вересня 1185)— останній імператор Візантії (1183—1185) з династії Комнінів, племінник імператора Іоанна II Комніна, син себастократора Ісаака та Ірини, доньки Володаря Ростиславича, князя перемиського.
У пошуках союзника в боротьбі з імператором Мануїлом I Комніном перебував у 1163—1165 роках у Галичі при дворі свого брата Ярослава Володимировича Осмомисла. Мануїл I, схвильований можливим союзом Галицького князівства, Угорщини та половців з внутрішньою опозицією, змушений був вдатися до значних поступок.

### Галицькі зв'язки Андроніка Комніна

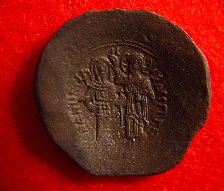
Монета часів Андроніка І Комніна

1164 року війна Угорщини з Візантією завершилась укладанням мирного договору. За умовами того договору спадкоємець угорського престолу Бела мав прибути до Константинополя як почесний заручник. Василевс Мануїл Комнін одразу ж заручив з ним свою єдину дочку Марію. З'явилась ідея візантійсько-угорської унії, котра стала небезпечною для Галицького князівства. Тому Ярослав Володимирович, не вагаючись, підтримав претендента на візантійську корону — брата василевса, Андроніка Комніна.
1164 року Андронік утік з візантійської столиці: «…і лише він досяг кордону Галицької землі, де розраховував знайти пристанище, як потрапив у пастку деяких мисливців народу волохів», які мало не передали його візантійській владі. Однак принц досяг Галича, де був прийнятий Ярославом Володимировичем. Пізніше, в пам'ять про перебування в Галицькій землі, Андронік прикрасив розписами палату, яку побудував у Константинополі біля храму Сорока мучеників. Ось як описує ці розписи один із кращих візантійських письменників, Микита Хоніат: «Живопис представляв кінську їзду, полювання з собаками, крики птахів, гавкіт собак, лови оленів і травлю зайців, пробитого списом кабана і пораненого зубра (цей звір більший за казкового ведмедя та плямистого леопарда й водиться переважно у тавроскіфів), сільське життя з його наметами, дуже швидко приготований обід зі спійманої здобичі, самого Андроніка, який власноруч розрубує на частини м'ясо оленя або кабана і ретельно смажить його на вогні, та інші подібні предмети, що свідчили про життя людини, у котрої вся надія на лук, меч і прудкого коня».
Як свідчить Хоніат, син Ісаака Комніна та Ірини Володарівни не лише знав мову, але й полюбив землю матері. Судячи з опису, це могли бути степи Нижнього Подністров'я. Вже в 1165 р. василевс Мануїл прислав до Галича посольство на чолі з двома митрополитами, які запропонували Андронікові в управління провінцію Кілікія. Князь Ярослав Володимирович уклав угоду з греками, розірвавши союз з Угорщиною. До Візантії вирушило галицьке посольство на чолі з галицьким єпископом Кузьмою, яке домоглося гарантій безпеки для Андроніка Комніна та підтвердило союз Червленої Русі з Візантією. Остання розглядала галицького князя як hypospondos, що за візантійською вселенською термінологією, прирівнювалося до давнього — «союзний Риму народ» — socii populi Romani. Цікаво, що найбільше свідчень візантійських авторів стосується Галицького князівства, володар якого часом протиставляється володареві Києва і розглядається як цілком самостійний.

### Передумови для прихода до престолу
Під час хрестових походів в Константинополі різко зріс вплив генуезьких і венеційських купців, які успішно конкурували зі столичними торгово-ремісничими колами. Візантійські імператори не раз користувалися допомогою потужного венеційського флоту, а після укладення в 1187 році союзу з Венецією візантійці взагалі скоротили свій флот до мінімуму, повністю покладаючись на підтримку союзників. Венеційці отримали значні торговельні привілеї. Уздовж узбережжя Золотого Рогу розташовувалися заможні квартали столиці, що належали італійським торговцям. Італійська колонія Константинополя налічувала близько 60 тис. осіб. Латиняни були опорою влади. Вони обіймали важливі посади в армії і відігравали значну роль серед оточення імператора, але при цьому не приховували своєї зневаги до візантійців.
Коли італійці облаштувалися в морських портах Леванту, вони витіснили візантійських купців з посередницької торгівлі зі Сходом. Відтепер товари з Єгипту, Сирії, Ірану та Індії в обхід Константинополя стали потрапляти на ринки Західної Європи (особливо до дворів правителів Італії, Франції,Священної Римської імперії). Це суттєво вдарило по прибутках візантійської скарбниці і врешті підірвало візантійську торгівлю й ремесла. У 1171 році відбулися чергові зіткнення між представниками італійської громади Константинополя, по завершенню яких Мануїл I зажадав від венеційців відшкодувати збитки, завдані генуезькому кварталу. Отримавши відмову, імператор наказав конфіскувати все майно, що належало венеційським купцям та іншим італійцям, які перебували під заступництвом Венеції.

### Смутні часи та «Різанина латинян» 1182 року
Після смерті Мануїла I (1180 р.) на престолі опинився його дванадцятирічний син Олексій II Комнін (1180—1183 р.р.); правителькою була його мати Марія Антіохійська, дочка графа Тулузи та князя Антіохії Раймонда Пуатьє. Втім всіма справами держави розпоряджався фаворит останньої — протосеваст Олексій Комнін, племінник Мануїла.
Навесні 1181 року боротьба між претендентами за престол знову загострилася, почалися зіткнення на вулицях Константинополя. Учасники бунту громили будинки аристократів, багатіїв і спалювали податкові списки. Містяни були незадоволені постійним зростанням податків і поборами імператорських чиновників. Також їх обурювало засилля в столиці іноземних купців і найманців, яких влада нерідко використовувала для придушення заворушень. У травні 1182 року в Константинополі спалахнув антизахідний бунт: натовпи греків почали нападати на будинки багатих латинян, влаштувавши у місті жорстокий погром. Були розграбовані і спалені житла католиків, а також їхні склади, церкви, лікарні та богадільні. Раніше квітучі італійські квартали перетворилися на руїни. Розлючені візантійці спалили в будинках або вбили на вулицях тисячі латинян, у тому числі священників, ченців і навіть папського легата. Коли частина латинян спробувала врятуватися від різанини на своїх суднах, які стояли в гавані, їх знищили «грецьким вогнем».
Кілька тисяч вцілілих латинян були продані в рабство сельджукам. Ті італійці, що залишили Константинополь до початку різанини, щоб помститися, грабували візантійські поселення на берегах Босфору і Принцевих островах. Крім того, вони почали повсюдно поширювати звістку про трагічну долю латинян в Константинополі, закликаючи католицький Захід до відплати. Це, в свою чергу, ще більше посилило ворожнечу між Візантією і державами Західної Європи.
Запекла боротьба придворних партій і тривале латинське засилля призвели до того, що в столицю врешті решт був покликаний Андронік Комнін, який виступив в ролі захисника слабкого, оточеного злими радниками, імператора Олексія II і грецьких національних інтересів. Незадовго до його вступу в столицю там розігралася різанина латинян 1182 року. Цікаво відзначити, що венеційські джерела абсолютно замовчують про побиття 1182 року. Проте і венеційські купці тоді чимало постраждали.

### Повстання проти імператора
Уміло скориставшись невдоволенням візантійців пролатинською політикою вдови Мануїла Марії та її фаворита протосеваста, які правили від імені малолітнього імператора, Андронік Комнін 1182 року сам став регентом, а 1183 року захопив константинопольський престол. Марію Антиохійську і трохи пізніше 14-літнього імператора Олексія II було страчено. Для зміцнення свого становища Андронік одружився з вдовою Олексія II, Агнесою (Анною) Французькою. Протосеваста Олексія Комніна Андронік осліпив та негайно вислав у Скіфію, тобто у дунайські володіння галицького князя. Однак, не без допомоги противників Ярослава Осмомисла, Олексій Комнін утік «і як який-небудь крилатий змій перенісся в Сицилію».
Натхнення, з яким зустріло населення Андроніка, пояснюється певними очікуваннями народу від нового імператора. У останнього було два головних завдання у внутрішньому житті імперії: по-перше, встановити національний уряд і звільнити Візантію від латинського засилля; по-друге, послабити служиву аристократію і велике помісне дворянство, так як переважання великих землевласників тягло за собою розорення і загибель землеробського стану селян. Подібна програма, як вона не була важка для виконання, звичайно, повинна була зустріти повне співчуття народу.
Архієпископ Афінський Михайло Акоминат (Хоніат), один з найбільш цінних джерел по внутрішньому становищу в імперії в XII столітті, писав в захоплених тонах: «І перш за все я хочу нагадати, як в туманний і болісний час імперія ромеїв звернулася до свого колишнього улюбленця, великого Андроніка, щоб скинути гнітючу латинську тиранію, яка, як бур'ян, прищепилася на молодому втечу царства. І він привів з собою невелику кількість піших і вершників, однак, озброєний тільки справедливістю, він легко йшов до улюбленому місту. Перше, що він дав столиці у відповідь на її чисту любов, було звільнення від тиранічного латинського нахабства і звільнення імперії від варварських домішок».

### Реформи Андроніка І
З Андроніком нова партія прийшла до влади. «П'ятирічний період, що обіймає царювання двох останніх Комнінів, Олексія і Андроніка, — пише Ф. І. Успенський, — цікавий саме як період реакції і державних реформ, які мали цілком народну основу і викликалися абсолютно справедливо понятими недоліками колишньої системи управління». Андронік провів низку адміністративних та економічних реформ, сприяв розвитку мистецтв. Платню багатьох чиновних осіб імперії було підвищено, щоб зробити їх менш доступними для підкупу; суддями призначалися чесні і непідкупні люди; податкові тягарі були полегшені, і корисливі збирачі податків піддавалися суворим покаранням. Проти великих землевласників приймалися суворі заходи і багато представників візантійської аристократії були піддані страті. За словами Успенського, цей останній представник династії Комнінів «був, або, щонайменше, здавався, народним царем, царем селян». Народ співав пісні про нього і складав поетичні оповіді, сліди яких збереглися в літописах і позначках на полях неопублікованих рукописів «Історії» Микити Хоніата". Серед інших речей, Хоніат писав про те, що Андронік наказав спорудити собі статую біля північного входу до церкви Сорока Мучеників. Імператор був там представлений не в імперських шатах, не з золотими прикрасами, належними правителю, а як працівника, стомленого працею, в досить скромних шатах, що тримає косу.
У свою чергу, Михайло Акоминат писав: «Ми вже давно знали, що ти м'який до бідного, жахливий у ставленні до жадібного, що ти захисник слабкого і ворог насильника, що ти не схиляєш терези Феміди ні вліво, ні вправо, що у тебе руки чисті від будь-якої корупції».
Новітньому історику даної епохи боротьба Андроніка з аристократією нагадує боротьбу Івана IV Грозного з боярством. «Як Андронік, — пише він,— мав намір зруйнувати переважання візантійської аристократії, так Іван — могутність бояр, і обидва, але російський цар більшою мірою, вдалися, в разі потреби, до насильницьких засобів. Однак, було погано те, що, послаблюючи аристократію, вони обидва послабили державу: Іван IV виявився беззбройним перед поляками Стефана Баторія, як Андронік перед норманами Вільгельма II. Іван, государ молодого і міцного народу, зміг швидкими заходами врятувати свою справу і Росію; Андронік впав раніше, ніж імперія перетворилася і зміцнилася. Старий організм не міг більше бути підтриманий, а нове органічне тіло, про яке мріяв Андронік, було занадто швидко довірено недосвідченим рукам».
Але, звичайно, зробити докорінну реформу соціального ладу, який став результатом тривалого історичного процесу, було не під силу Андроніку. Представники гнаної землевласницької аристократії чекали тільки зручного моменту, щоб позбутися ненависного государя і замінити останнього особою, яка дотримувалася соціальних поглядів перших трьох Комнінів. Відчуваючи всюди зраду і змови, Андронік вступив на шлях терору, який, б'ючи без розбору правого і винуватого, і не тільки вже в середовищі вищих класів, створив навколо государя обстановку роздратування і ненависті. Народ, що ще так недавно урочистими криками зустрічав свого обранця, відвернувся від нього як від людини, який не дав того, що обіцяв, і вже шукав нового претендента на престол. Микита Хоніат дав вражаючий опис мінливості настрою константинопольського натовпу в цей час: «У будь-якому місті натовп позбавлений розуму і підпорядковується своїм неорганізованим рухам. Натовп ж в Константинополі особливо шумний, лютий і спритної поведінки, з огляду на те, що складається з різних народів … Байдужість по відношенню до імператорів є їх природженим недоліком. Того, кого вони сьогодні піднімають на трон, на наступний рік вони нехтують як злочинця».

### Складності у зовнішній політиці
Не зупиняючись перед репресіями непокірної знаті, Андронік Комнін одночасно продовжив війну з сицилійськими норманами. Після смерті Мануїла в Західній Європі було в Візантії два ворога: Німеччина і Сицилійське королівство. Союз двох імперій, що був основою західноєвропейської політики протягом деякого часу правління Мануїла, припинився. Втім допомога, надана Візантією ломбардським містам у їх боротьбі проти Фрідріха Барбаросси, зробила останнього ворогом Східної імперії. Барбаросса пішов шляхом все більш тісного зближення з сицилійцями, влаштувавши шлюб заручини сина Генріха зі спадкоємицею Сицилійського королівства Констанцією. Як писав один західний середньовічний історик: «Імператор, ворожий королівству греків (regno Grecorum infestus), намагається поєднати дочку Рожера, короля Сицилії, зі своїм сином».
Династичний шлюб став дуже важливою подією, оскільки після смерті Фрідріха його спадкоємець мав приєднати до володінь німецького государя Неаполь і Сицилію. Цим самим для Візантії з двох окремих ворогів створювався єдиний потужний ворог, політичні інтереси якого не могли примиритися з інтересами Східної імперії. Досить імовірно навіть, що цей шлюбний союз з нормандським королівським домом мав на меті створити для західного імператора в сицилійській державі опорний пункт для його задумів проти Візантії.
У свою чергу, латиняни, що втекли у 1182 р. з Константинополя на Захід від учиненого там погрому, розповідали у своїх державах про жахи пережитого випробування і просили помститися за образу та збитки. Особливо були роздратовані торгові італійські республіки, які зазнали великих фінансових втрат. Представники деяких знатних візантійських родин, переслідувані Андроніком, також втекли до Італії і спонукали італійській уряд до відкриття військових дій проти Візантії.
Сучасний Андроніку сицилійський король Вільгельм II, користуючись внутрішніми чварами Андроніка з візантійською аристократією, підготував проти імперії велику експедицію. Її справжньою метою були, звичайно. не тільки наміри помститися за погром 1182 року або допомогти якомусь підозрілому претенденту на візантійський трон, але прагнення самому заволодіти грецьким престолом.
Розуміючи всі виклики перед імперією, Андронік прийшов до висновку, що її подальша політична ізоляція є неможливою з точки зору її основних життєвих інтересів. Для порятунку ситуації він почав переговори як із Заходом, так і зі Сходом.

### Антикризові рішення імператора Андроніка
Прагнучи відновлення відносин із західними державами, до яких він явно відчував огиду, імператор уклав договір з Венецією ще до початку 1185 року. У цьому договорі, укладеному з республікою св. Марка, «щоб підтримати імперію» (pro firmatione Imperii) Андронік погоджувався відпустити венеційців, які ще перебували в ув'язненні після побиття 1182 року і обіцяв платити щороку певну суму до відшкодування заподіяних збитків. Він почав на ділі дотримуватися цього договору, і перша сума була сплачена вже у 1185 році.
Він також постарався зблизитися з папою, від якого він явно сподівався отримати допомогу, зобов'язуючись забезпечити відомі гарантії католицької церкви. Наприкінці 1182 році папа Луцій III послав легата в Константинополь. Крім того, одна західна хроніка наводить вельми цікавий матеріал, згідно з яким у 1185 р. Андронік проти волі патріарха побудував в Константинополі церкву, яку він забезпечив непоганим доходом. Там католицькі священики здійснювали культ за латинським обрядом. До наших днів церква ця називається Латинською церквою.
Нарешті, Андронік уклав формальний союз з султаном Єгипту Саладином. За словами західного хроніста, «рухомий болем і смутком [Андронік] мав вдатися до поради і підтримки Саладіна». Умови цього союзу, скріпленого клятвою, звучать наступним чином. Якщо Саладін зможе за допомогою порад і допомоги імператора захопити Єрусалим, Саладін залишить для себе будь-яку іншу область, яку вони зможуть завоювати. Єрусалим і все узбережжя, крім Аскалона, залишаються вільними. Однак він буде володіти цими територіями під сюзеренітетом Андроніка. Імператор буде володіти всіма завойованими у Іконійського султана територіями до Антіохії і Малої Вірменії, якщо нові союзники зможуть ними опанувати. Однак внаслідок своєї смерті, Андронік не зміг реалізувати цей план. Цей договір показує, що Андронік був готовий поступитися Палестиною Саладіну на умовах, що той визнає сюзеренітет імперії.
Однак ні угода з Венецією, ні поступки папі Римському, ні союз зі знаменитим Саладином не змогли врятувати ситуацію, або зберегти владу в руках Андроніка.

### Втрата Кіпру та облога Фессалоніки
У східній частині Середземномор'я намісник острова Кіпр Ісаак Комнін відокремився від імперії і проголосив незалежність острова під своїм правлінням. Не маючи гарного флоту, Андронік не зміг придушити повстання. Кіпр був втрачений. Втрата Кіпру була серйозним ударом для імперії, так як вона мала там важливий стратегічний і торговий пункт, який приносив скарбниці великі доходи, особливо завдяки торгівлі з латинськими державами на Сході.
Однак основний і рішучий удар був нанесений Андроніку із заходу, коли добре організована експедиція Вільгельма II Сицилійського підняла вітрила проти імперії. Військові дії відкрилися, як завжди, у Дураццо, шо швидко перейшов в руки норманів, які потім по Егнатіевой військової дорозі попрямували до Фессалоніки (Солуні). Туди ж прибув і нормандський сильний флот. Венеція в цій війні, мабуть, дотримувалася суворого нейтралітету.
Почалася десятиденна облога Фессалоніки з моря і суші. Риторична, але тим не менш дорогоцінна розповідь про цю облогу написана її сучасником та очевидцем, Фессалонікійським архієпископом Євстафієм, звідки черпав свої відомості про Нормано-візантійської війні інший історик, Микита Хоминат. У серпні 1185 року Фессалоніка була взята норманами, які вчинили у другому після Константинополя місті імперії страшний розгром і побиття. Це було помстою латинян за константинопольську різанину 1182 року. З приводу цієї події можна знайти у М. Хомината такі знаменні слова: «Таким чином, між нами і ними утвердилася найбільша прірва ворожнечі; ми не можемо з'єднатися душами і зовсім розходимося один з одним, хоча і підтримуємо зовнішні відносини і часто живемо в одному і тому ж будинку».

### Загибель Андроніка Комніна
Після кількох днів грабежу і вбивства нормандське військо рушило далі на схід, у напрямку Константинополя. Невдоволена реформами аристократія, скориставшись норманською агресією почала підбурювати населення столиці до повстання. Отримавши звістку про взяття Фессалоніки та наближення нормандських військ до Константинополю натовп звинуватив Андроніка в нерішучості і слабкості та розтерзав василевса. Імператором було проголошено Ісаака Ангела. Переворотом 1185 року закінчується епоха візантійських Комнінів і починається нова династія Ангелів.
Короткочасне правління Андроніка I, який поставив при вступі на престол собі за мету захистити землеробський клас, селян, проти всемогутнього свавілля великих власників і звільнити державу від іноземного, саме західно-латинського засилля, різко відрізняється від характеру правління всіх інших Комнінів, і вже завдяки цьому одному заслуговує уважного і строго наукового дослідження. У деяких відносинах, особливо в сфері соціальних питань та інтересів, час Андроніка I, ще далеко не роз'яснений, являє собою вдячну тему для подальших досліджень.

### Підсумки правління Комнінів
Протягом 104 років, від піднесення Олексія І до смерті Андроніка, Комнінам частково вдалося відродити візантійську славу в Середземноморському регіоні, як у військовому, так і в культурному плані. У цей період відносини візантійського Сходу із Західною Європою процвітали. Це була епоха, яка характеризувалася перебудовою візантійської армії, роздробленої та неорганізованої сили в грамотну та ефективну військову машину, яка стала називатися «візантійською армією Комнінів». Реставрація Комнінів становить остаточний кульмінаційний момент тисячолітньої історії Візантійської імперії, оскільки Імперія швидко розпалася після смерті останнього імператора династії Комнінів — Андроніка I в 1185 році.
Комніни зуміли зміцнити державу, розширити її межі на Схід і Північний Захід. Спиралися на хліборобську і військову аристократію (згуртовану спорідненістю і властивістю в єдиний 'клан', мав тенденцію перетворитися в замкнену соціальну групу), частково на провінційні міста.
Епоха панування Комнінів характеризується вдалою зовнішньою політикою. Насамперед, це система союзів з низкою західноєвропейських держав. Альянси підкріплювались шлюбними зв'язками, що згодом полегшувало встановлювати суверенітет над сусідніми державами (Угорщина, Сербія, Антіохійське князівство). Якщо при імператорі Олексії I зовнішня політика зводилась до охорони європейських і азійських кордонів держави, то вже при імператорі Мануїлі вона розгорнулася в широку і блискучу, хоча значною мірою фантастичну, програму підпорядкування Італії і відновлення влади східного імператора на Заході; жваве вивчення давньогрецької літератури і розквіт власної, візантійської літератури в цю епоху характеризуються появою таких вчених і письменників, як історики Анна Комніна та Микита Акоминат, знаменитий дослідник Гомера Євстахій Солунський та ін.
Нарешті, за правління імператора Андроніка візантійці намагались звільнити економіку Візантії від західного впливу (передусім з боку італійських морських міст таких як Генуя та Венеція) та зміцнити політичний і суспільний лад держави шляхом послаблення політичного та економічного впливу аристократії. Також присікалися зловживання чиновників, особливо тих, що опікувались фінансами. Однак всі зусилля Андроніка виявились невдалими, адже суперечили інтересами найвпливовішої верстви держави і псували відносини з італійськими торговими містами, які отримували великі привілеї від попередніх Комнінів. Зрештою, конфлікт з італійцями став одною з причин краху Візантії. Адже генуезці та венеційці інспірували згодом завоювання Константинополя хрестоносцями. Відтак у 1204 року візантійська державність була зруйнована, а на її місці постала Латинська імперія.
У імператора Андроніка був син Мануїл, а у цього останнього — син Олексій (онук василевса), перший імператор Трапезундської імперії. Він започаткував династію так званих «Великих Комнінів», що правили в 1204—1461 рр. Ім'я Комніна привласнив собі також імператор Олексій III Ангел, онук дочки імператора Олексія I, Феодори (царював у 1195—1203 рр).

## Зауваги
1. ↑  «construxerat ecclesiam quandam nobilem in civitate Constantinopolis, et earn honore et redditibus multis ditaverat, et clericos Latinos in ea instituit secundum consuetudinem Latinorum, quae usque hodie dicitur Latina». («Побудував одну відому церкву в місті Константинополі. Він збагатив її пошаною і багатьма доходами і в ній заснував латинських священиків за звичаєм латинян. Церква досі називається латинською». - Науч. ред.). → див. ту саму розповідь у Chronica Rogeri de Houedene, ed. W. Stubbs, vol. II (Rerum britannicarum medii aevi scriptores, vol. 51). London, 1869, p. 205